# 奥佩德
奥佩德（法語：Oppède，法語發音：[ɔpɛd]）是法国普罗旺斯-阿尔卑斯-蓝色海岸大区沃克吕兹省的一个市镇，属于阿普特区。

## 地理
奥佩德（43°50'40"N, 5°10'8"E）面积24.1 平方千米，位于法国普罗旺斯-阿尔卑斯-蓝色海岸大区沃克吕兹省，该省份为法国东南部内陆省份，北起德龙省，西北接阿尔代什省，西接加尔省，南至罗讷河口省，东南角与瓦尔省接壤，东临上普罗旺斯阿尔卑斯省。
与奥佩德接壤的市镇（或旧市镇、城区）包括：卡布里耶尔-达维尼翁、舍瓦勒布朗、戈尔德、莫贝克、梅内尔布。

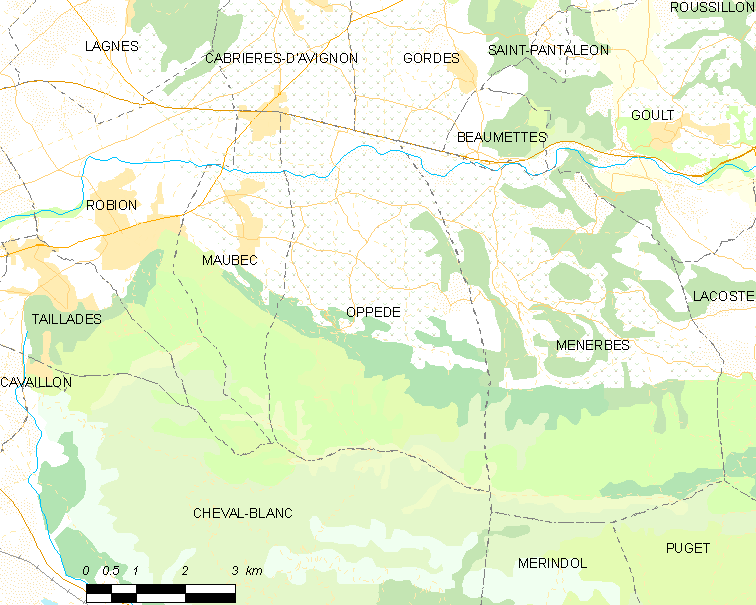
奥佩德的OSM定位图

奥佩德的时区为UTC+01:00、UTC+02:00（夏令时）。

## 行政
奥佩德的邮政编码为84580，INSEE市镇编码为84086。

## 政治
奥佩德所属的省级选区为阿普特县。

## 人口

1962-2008年间奥佩德人口变化图示

奥佩德于2022年1月1日时的人口数量为1285人。